# El hechizado
El hechizado («The Haunted Man and the Ghost's Bargain»), también conocido como El hechizado y el trato con el fantasma,  El hombre embrujado y El poseído, es una novela corta de Charles Dickens publicada en 1848, la quinta y última de sus novelas de tema navideño. El cuento trata más sobre el espíritu de la Navidad que sobre la propia Navidad, lo que recuerda al primer libro de la serie, Cuento de Navidad. El relato nos cuenta las andanzas del profesor Redlaw y los que le rodean.

## Argumento

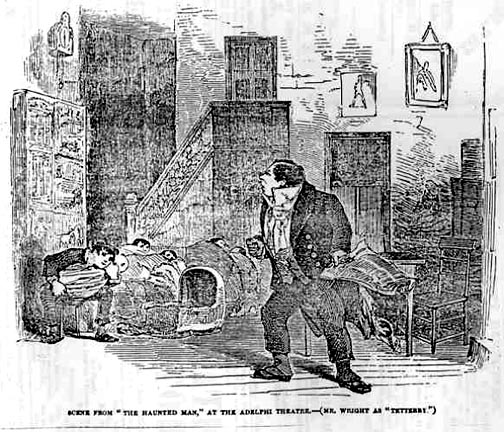
Escena de la representación de El hechizado en el teatro Adelphi aparecida en el Illustrated London Newsel 30 de diciembre de 1848

El Sr. Redlaw es un profesor de Química solitario, taciturno y pesimista que gusta de rumiar el daño que le hacen y las tribulaciones que ha sufrido.
Una noche se aparece a Redlaw un espíritu que en realidad no es sino su propio gemelo fantasmal, de «un espantoso parecido consigo mismo (…) con sus características, y sus brillantes ojos, y su pelo canoso, vestido con la plomiza sombra de su ropa...». Este espectro hace a Redlaw una propuesta: puede permitirle «olvidar el dolor, el daño y los problemas que ha conocido (…) cancelar su recuerdo». El profesor duda al principio, pero después accede.
Como consecuencia de la intervención del espectro, Redlaw queda sin recuerdos de los incidentes dolorosos de su pasado, pero experimenta una rabia general que no puede explicar. Su amargura se extiende a su sirviente Swidgers, a la familia Tetterby y a su estudiante. Todos se sienten tan furiosos como el propio Redlaw. La única que consigue mantenerse sosegada es Milly, la esposa de Swidgers.
La novela concluye con todo de vuelta a la normalidad, y Redlaw, como Ebenezer Scrooge, convertido en un hombre nuevo, más amable y compasivo. De acuerdo con su nuevo talante, Redlaw aprende a ser humilde en Navidad.

## Teatro
En 1862, John Henry Pepper hizo la primera representación pública de la técnica conocida como fantasma de Pepper en la adaptación de esta novela al teatro en la actual Universidad de Westminster. La obra tuvo una buena acogida, aunque solo fuera por la capacidad del nuevo aparato para proyectar un fantasma de forma que pareciera interactuar con los actores sobre el escenario.